# Nassredin Shah
Naser ad-Din, även Nassredin Shah eller Nasir al-din Shah, född 16 juli 1831, död 1 maj 1896, var den fjärde shahen i den qajariska dynastin i Persien.
Nassredin efterträdde 1848 sin far  Mohamad Shah. 
Han råkade från början i starkt beroende av Ryssland och Storbritannien och beredde därigenom väg för ett starkt, inbördes konkurrerande europeiskt inflytande å det ekonomiska området. Försök till persisk expansion i Afghanistan medförde krig med Storbritannien 1856. Detta slutade med freden i Paris 1857 då gräsen mellan Persien och Afghanistan definitivt fastställdes. 
I sin inrikespolitik följde Nassredin starkt konservativa linjer, men det starka beroendet av utlandet, främst Storbritannien som han ställde Persien såväl politiskt som ekonomiskt, framkallade nationalistiska strömningar i landet. Därutöver vann moderna radikala tankar insteg i landet. 
Nassredin mördades av en anarkist och efterträddes av sin son Muzaffar al-din Shah Qajar.